# Boudewijn Bouckaert
Pour les articles homonymes, voir Bouckaert.
Boudewijn Bouckaert, né le 21 juillet 1947 à Gand, est un universitaire et homme politique belge flamand, membre de Lijst Dedecker, et actuel président de la commission Éducation au Parlement flamand.
Il est docteur en droit de l'université de Gand où il dirige le département d'études doctrinales et d'histoire juridique. Ancien président du think tank Nova Civitas (en) et ancien coordinateur général du programme Erasmus Mundus European Master in Law and Economics (en), il préside actuellement le comité scientifique du think tank LIB-ERA!.

## Fonctions politiques
- député au Parlement flamand :
  - du 7 juin 2009 au 25 mai 2014